# Жупанија Јаломица
Јаломица (рум. Judeţul Ialomiţa) је жупанија у Румунији, у њеном југоисточном делу. Управно средиште жупаније је град Слобозија, а битни су и градови Фетешти, Урзичени и Цандареј.

## Положај
Жупанија Јаломица је унутардржавна жупанија у Румунији. Јаломицу окружују следеће жупаније:
- ка северу: Бузау
- ка североистоку: Браила
- ка истоку: Констанца
- ка југу: Калараши
- ка западу: Илфов
- ка северозападу: Прахова

## Географија
Жупанија Јаломица је у Влашкој и то у њеној ужој покрајини Мунтенији. Жупанија обухвата источно приобаље Дунава у Влашкој низији, који овај део Румуније одваја од Добруџе. То је и најсушнији део низије, познат као Бараганска низија. Река Јаломица протиче дужином жупаније и представља њен главни водоток. Жупанија има потпуно равничарски карактер.

## Становништво
| 1948.   | 1956.   | 1966.   | 1977.   | 1992.   | 2002.   | 2011.   | 2021.   |
| ------- | ------- | ------- | ------- | ------- | ------- | ------- | ------- |
| 244.750 | 274.655 | 291.373 | 295.965 | 306.145 | 296.572 | 274.148 | 250.816 |

Према попису из 2021. године, жупанија Јаломица је имала 250.816 становника што је за 23.332 мање (-8,51%) у односу на 2011. када је на попису било 274.148 становника. Према броју становника налази се на 36. месту од 41 румунске жупаније (на 37. месту рачунајући и Букурешт).
Јаломица спада у жупаније Румуније са већински румунским становништвом где чине 81,69%, а од етничких мањина највише има Рома који чине 6,40%.
| Етнички састав према попису из 2021.‍ | Етнички састав према попису из 2021.‍ | Етнички састав према попису из 2021.‍ | Етнички састав према попису из 2021.‍ | Етнички састав према попису из 2021.‍ |
| ------------------------------------ | ------------------------------------ | ------------------------------------ | ------------------------------------ | ------------------------------------ |
|                                      |                                      |                                      |                                      |                                      |
| Румуни                               | Румуни                               |                                      | 204.890                              | 81,69%                               |
| Роми                                 | Роми                                 |                                      | 16.063                               | 6,40%                                |
| Липовани                             | Липовани                             |                                      | 207                                  | 0,08%                                |
| Турци                                | Турци                                |                                      | 70                                   | 0,03%                                |
| Мађари                               | Мађари                               |                                      | 35                                   | 0,01%                                |
| Италијани                            | Италијани                            |                                      | 24                                   | 0,01%                                |
| Остали                               | Остали                               |                                      | 283                                  | 0,11%                                |
| Непознато                            | Непознато                            |                                      | 29.244                               | 11,66%                               |